# Pierwszy rząd Algirdasa Brazauskasa
Pierwszy rząd Algirdasa Brazauskasa – dwunasty rząd Republiki Litewskiej od ogłoszenia niepodległości w 1990.
Funkcjonował od 12 lipca 2001 do 14 grudnia 2004. Był tworzony przez koalicję partii lewicowych i Nowego Związku (Socjalliberałów). Zakończył swoją działalność po wyborach do Sejmu nowej kadencji.

## Skład rządu
- premier: Algirdas Brazauskas
- minister edukacji i nauki: Algirdas Monkevičius
- minister finansów: Dalia Grybauskaitė, od 4 maja 2004 Algirdas Butkevičius
- minister gospodarki: Petras Čėsna
- minister kultury: Roma Žakaitienė
- minister ochrony socjalnej i pracy: Vilija Blinkevičiūtė
- minister obrony: Linas Linkevičius
- minister rolnictwa: Kęstutis Kristinaitis, od 3 października 2001 Jeronimas Kraujelis
- minister spraw wewnętrznych: Juozas Bernatonis, od 13 marca 2003 Virgilijus Bulovas
- minister spraw zagranicznych: Antanas Valionis
- minister sprawiedliwości: Vytautas Markevičius
- minister środowiska: Arūnas Kundrotas
- minister transportu: Zigmantas Balčytis
- minister zdrowia: Konstantinas Dobrovolskis, od 10 marca 2003 Juozas Olekas